# Chisălău, Cozmeni
Chisălău (în ucraineană Киселів, transliterat: Kîseliv și în germană Kisseleu) este un sat reședință de comună în raionul Cozmeni din regiunea Cernăuți (Ucraina). Are 2,873 locuitori, preponderent ucraineni (ruteni).
Satul este situat la o altitudine de 244 metri, pe malul pârâului Sovița, în partea de nord a raionului Cozmeni.

## Istorie

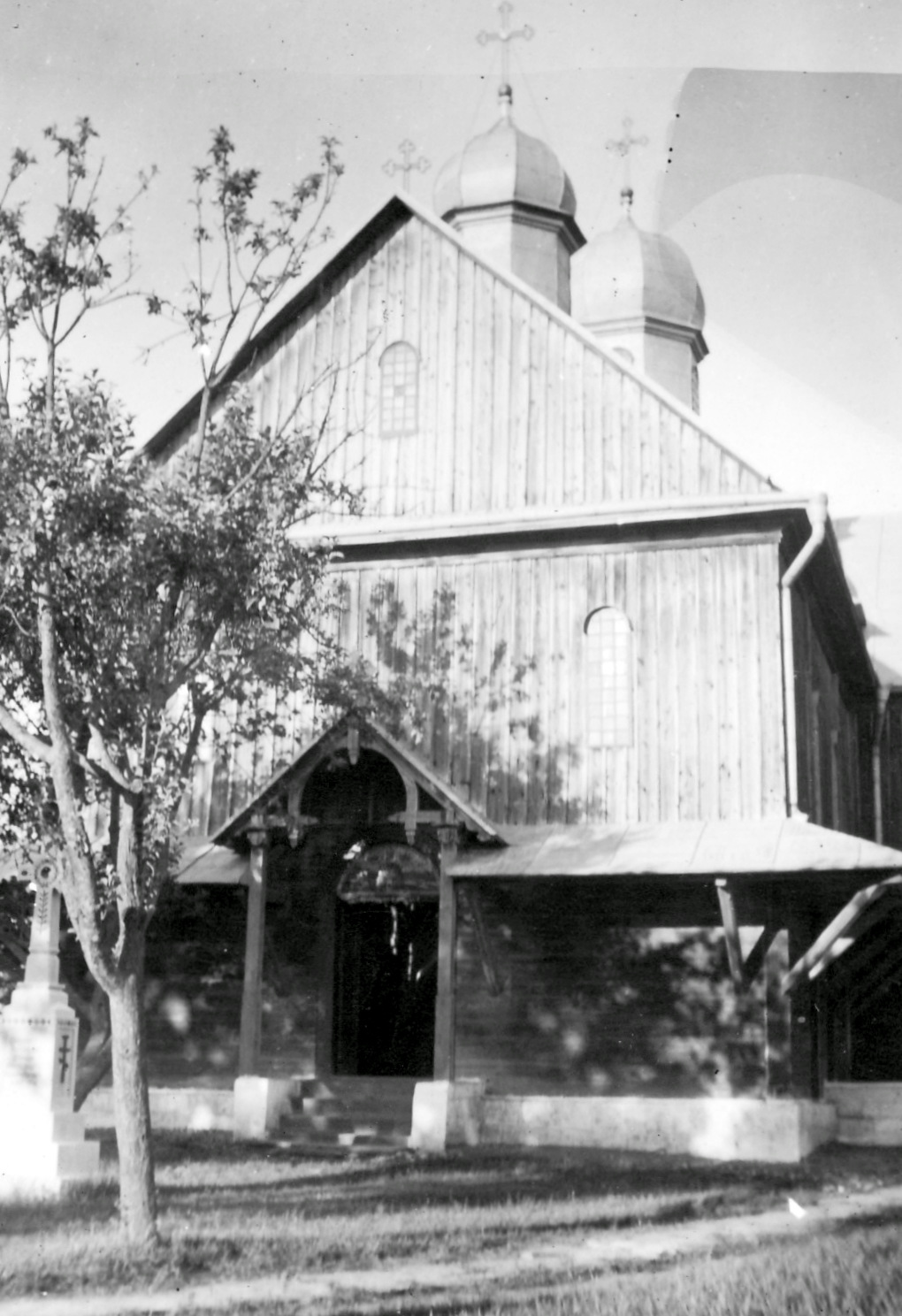
Biserica din sat (1936)

Localitatea Chisălău a făcut parte încă de la înființare din regiunea istorică Bucovina a Principatului Moldovei. Prima atestare documentară a localității datează din 4 martie 1652. În a doua jumătate a secolului al XVII-lea, moșia satului s-a aflat în proprietatea familiei lui Ion Neculce, cronicarul moldovean. Vistierul Neculce, tatăl cronicarului, s-a căsătorit în anul 1670 cu Catrina, fiica boierului Iordache Cantacuzino, unul dintre cei mai bogați boieri din Moldova secolului al XVII-lea. Ca zestre de nuntă, Catrina a primit 21 moșii, printre care și câteva sate din nordul Moldovei (Boian, Cernăuca, Valeva, Chisălău, Pohorlăuți, Prelipcea, Bocicăuți, Grozinți, Vasileuți, a patra parte din satul Lehăcenii Teutului). În anul 1702, vel aga Ion Neculce împarte moștenirea de la mama sa cu surorile sale, moșia Chisălău trecând astfel la una dintre surorile lui Neculce.
În ianuarie 1775, ca urmare a atitudinii de neutralitate pe care a avut-o în timpul conflictului militar dintre Turcia și Rusia (1768-1774), Imperiul Habsburgic (Austria de astăzi) a primit o parte din teritoriul Moldovei, teritoriu cunoscut sub denumirea de Bucovina. După anexarea Bucovinei de către Imperiul Habsburgic în anul 1775, localitatea Chisălău a făcut parte din Ducatul Bucovinei, guvernat de către austrieci, făcând parte din districtul Zastavna (în germană Zastawna). Din 1897, funcționa la Chisălău o școală cu 4 clase.
După Unirea Bucovinei cu România la 28 noiembrie 1918, satul Chisălău a făcut parte din componența României, în Plasa Șipenițului a județului Cernăuți. Pe atunci, majoritatea populației era formată din ucraineni, existând și o comunitate de români.
Ca urmare a Pactului Ribbentrop-Molotov (1939), Bucovina de Nord a fost anexată de către URSS la 28 iunie 1940, reintrând în componența României în perioada 1941-1944. Apoi, Bucovina de Nord a fost reocupată de către URSS în anul 1944 și integrată în componența RSS Ucrainene. 
Începând din anul 1991, satul Chisălău face parte din raionul Cozmeni al regiunii Cernăuți din cadrul Ucrainei independente. Conform recensământului din 1989, numărul locuitorilor care s-au declarat români plus moldoveni era de 14 (1+13), reprezentând 0,47% din populația comunei . În prezent, satul are 2.873 locuitori, preponderent ucraineni.

## Demografie
Componența lingvistică a comunei Chisălău
     Ucraineană (99,76%)
     Alte limbi (0,17%)
Conform recensământului din 2001, majoritatea populației comunei Chisălău era vorbitoare de ucraineană (99,76%), existând în minoritate și vorbitori de alte limbi.
1989: 3.002 (recensământ)
2007: 2.873 (estimare)

### Recensământul din 1930
Componența etnică a comunei Chisălău (județul Cernăuți)
     Ruteni (94,29%)
     Evrei (4,21%)
     Altă etnie (1,5%)
Componența confesională a comunei Chisălău
     Ortodocși (94,32%)
     Mozaici (4,21%)
     Altă religie (1,47%)
Conform recensământului efectuat în 1930, populația comunei Chisălău se ridica la 2.680 locuitori. Majoritatea locuitorilor erau ruteni (94,29%), cu o minoritate de evrei (4,21%). Alte persoane s-au declarat: români (23 de persoane) și polonezi (14 persoane). Din punct de vedere confesional, majoritatea locuitorilor erau ortodocși (94,32%), dar existau și mozaici (4,21%). Alte persoane au declarat: baptiști (20 de persoane), greco-catolici (5 persoane) și romano-catolici (14 persoane).

## Personalități
- Sever Zotta (1874-1943) - genealogist și istoric român, membru corespondent (1919) al Academiei Române, născut la Chisălău

## Obiective turistice
- Biserica de lemn cu hramul „Sf. Nicolae” - construită în anul 1848[7]